# Facundo Dominguez
Pas d'image ? Cliquez ici

a Compétitions nationales et continentales officielles uniquement.

b Matchs officiels uniquement.
Dernière mise à jour le 26 octobre 2023.
Facundo Dominguez, né le 4 janvier 1997, est un joueur argentino-espagnol de rugby à XV qui évolue au poste de troisième ligne. 

## Biographie
Facundo Dominguez est formé au Olivos RC (en), club membre de l'URBA. Il est détecté par l'UAR qui l'intègre à ses équipes de jeunes. Il prend ainsi part au mondial junior 2016 avec l'Argentine, qui décroche une troisième place. Attendu de nouveau dans le groupe en 2017, il doit manquer la compétition à la suite d'une sérieuse blessure au genou.
En 2019, il décide de partir à l'étranger et rejoint l'Ampthill RUFC, qui évolue en Championship. Peu utilisé (9 matchs durant l'année), il quitte l'Angleterre pour l'Espagne en 2020, et rejoint le Barça Rugbi.
En novembre 2020, il est contacté par Santiago Santos pour intégrer l'équipe d'Espagne, ce qui est chose faite en février face au Portugal.

## Statistiques

### En sélection
| Année | Compétition | Matchs | Points | Essais | Transf. | Drops | Pénal. |
| ----- | ----------- | ------ | ------ | ------ | ------- | ----- | ------ |
| 2021  | REC 2020    | 1      | -      | -      | -       | -     | -      |
| 2021  | REC 2021    | 2      | -      | -      | -       | -     | -      |
| 2021  | Test        | 1      | -      | -      | -       | -     | -      |
| 2022  | REC 2022    | 5      | -      | -      | -       | -     | -      |
| 2022  | Test        | 2      | -      | -      | -       | -     | -      |
| 2023  | REC 2023    | 5      | 5      | 1      | -       | -     | -      |
| 2023  | Test        | 1      | -      | -      | -       | -     | -      |
| Total | Total       | 17     | 5      | 1      | -       | -     | -      |

| Essai | Adversaire | Lieu                          | Compétition | Date         | Résultat | Score |
| ----- | ---------- | ----------------------------- | ----------- | ------------ | -------- | ----- |
| 1     | Roumanie   | Estadio Nuevo Vivero, Badajoz | REC 2023    | 19 mars 2023 | Défaite  | 25-31 |